# Momir Kecman
Momir Kecman (ur. 10 grudnia 1940 w Krnjej Jeli) – jugosłowiański zapaśnik walczący w stylu klasycznym. Olimpijczyk z Monachium 1972, gdzie zajął piąte miejsce w kategorii do 74 kg.
Wicemistrz świata w 1971; czwarty w 1970 i 1973. Wicemistrz Europy w 1969 i 1970. Srebrny medalista igrzysk śródziemnomorskich w 1971 roku.